# Pulitzer József
Pulitzer József, eredeti neve Politzer; világszerte ismertebb nevén Joseph Pulitzer (Makó, 1847. április 10. – Dél-Karolina, Charleston 1911. október 29.) magyar születésű amerikai újságíró, lapkiadó.

## Jelentősége
A Pulitzer-díj, az amerikai újságírás legrangosabb díjának az alapítója, ugyanakkor arról is híres, hogy a William Randolph Hearst sajtómágnással vívott konkurenciaharca vezetett a „sárga sajtó”, a klasszikusan szenzációhajhász zsurnalisztika modelljének a kialakulásához.
Ez a fajta újságírás ugyanakkor továbbfejlődve az amerikai demokrácia és média fejlődése számára ösztönzőnek bizonyult: jelentős korrupciós ügyek, politikai botrányok és gazdasági visszaélések tényeit tárta fel az amerikaiak tömegei előtt, és ez új törvények elfogadásához vezetett.
Élete utolsó éveire a lapja a sárga újságírástól ez utóbbi elvek szolgálata felé mozdult el. Pulitzer 1904 májusában, újságíró-iskola felállítását támogató írásában (a The North American Review című lapban) a következőképpen fogalmazta meg a hitvallását: „Köztársaságunk és a sajtó együtt emelkedik fel vagy bukik el. Az ügyes, érdek nélküli, közszolgálati szellemű sajtó, amely képzett intelligenciával tudja, mi a helyes, és bátor azt megcselekedni is, képes megőrizni azt a közerényt, ami nélkül a nép kormányzata hamisság és utánzás. A cinikus, zsoldoslelkű, demagóg sajtó idővel ugyanolyan alantas népet teremt, mint amilyen ő maga. A hatalom a Köztársaság jövőjének építésére az újságírók eljövendő nemzedékeinek a kezében lesz."
Sikerei csúcsára vakon, megromlott egészséggel érkezett.
Az általa alapított Pulitzer-díj nem tévesztendő össze a fia – Ralph Pulitzer – által létrehozott, a repüléstörténelem korai szakaszához szorosan köthető repülőversenyeken elnyerhető Pulitzer-trófeával, illetve a Fábry Pál New Orleansban élő magyar üzletember által 1989-ben alapított Joseph Pulitzer-emlékdíjjal, amelyet magyarországi újságíróknak adnak.

## Életpályája

### Katona, újságíró, politikus lesz

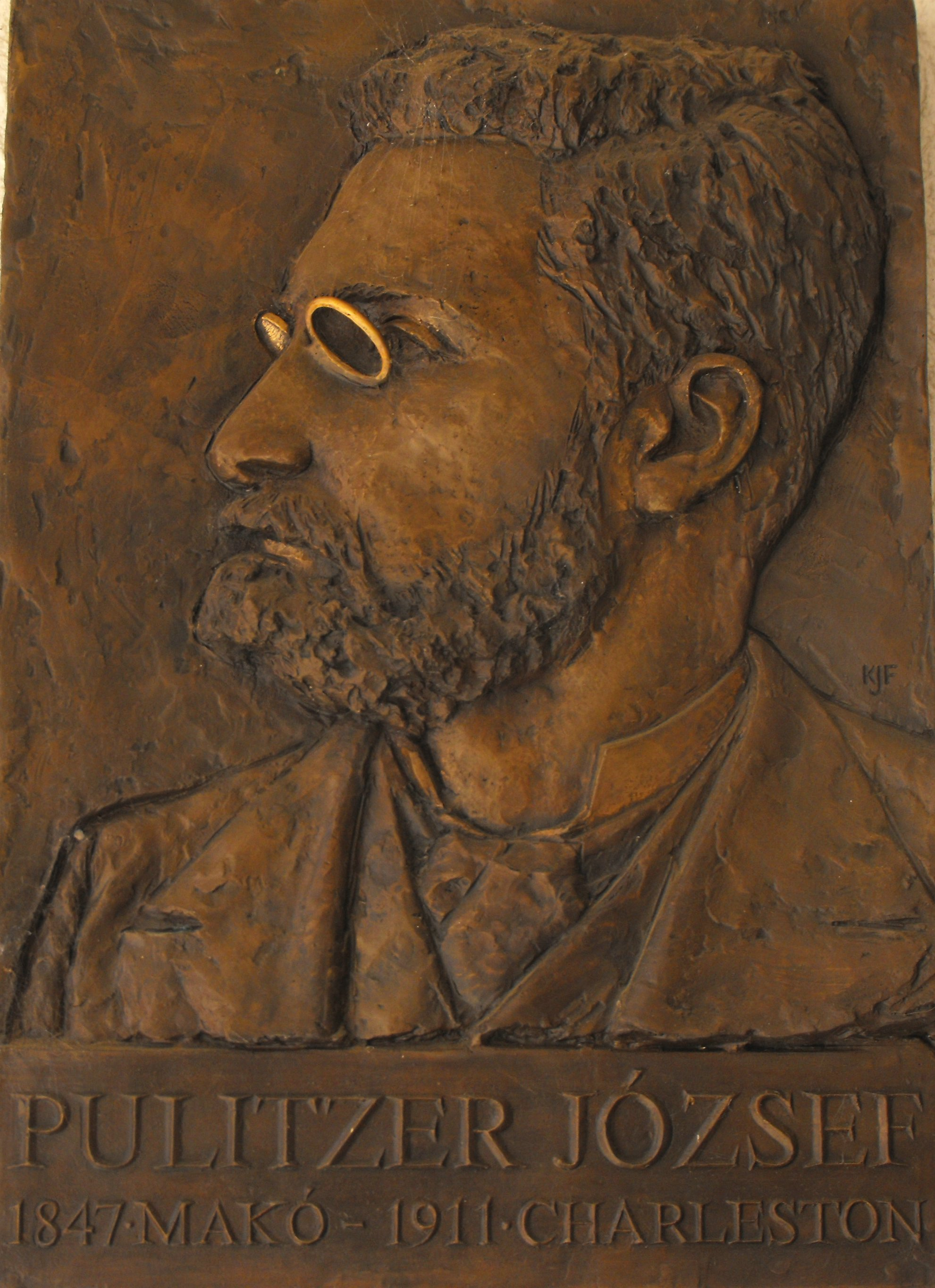
Domborműve Makón

Egy makói magyar zsidó terménykereskedő, Pulitzer Fülöp és a pesti születésű Berger Elize fia volt. Öccsét, Albertet – aki Józsefet Amerikába is követte – papnak nevelték, de nem jutott el a felszentelésig. A család nyolc gyermekéből csak négy élte túl a gyermekkort. A középiskolát József már Pesten végezte, ahová az apja költöztette a családot. Az apa korai halála (1858) után elszegényedtek. Az 1860-as évek elején a Hampel-féle kereskedelmi iskolába járt.
József katonai pályára szeretett volna kerülni, de gyenge egészsége és látása miatt visszautasították. Az osztrák hadsereggel, a francia idegenlégióval, illetve az indiai brit hadsereggel is hiába próbálkozott. (A Literatura-cikk szerint az egész kaland azzal indult, hogy pofon ütötte a számtantanárát, és aztán Párizsba szökött. Az biztos, hogy indulatos természetéről később is tanúbizonyságot tett.)
Végül Hamburgban az amerikai hadsereg felvette. 1864 nyarán, 17 évesen, az anyja akarata ellenére kivándorolt, és az északiak oldalán részt vett az amerikai polgárháborúban (hasonlóan az 1848–49-es magyar forradalom utáni magyar kivándorló generáció sok tagjához). New Yorkban a főleg németekből, de számos magyarból is álló 1. számú önkéntes Lincoln-lovasezredbe sorozták be. Négy kisebb ütközetben vettek részt, majd 1865. június 24-én leszerelték őket a virginiai Alexandriában. Pulitzer 1865. július 7-én kapta meg az utolsó zsoldját. New Yorkba ment, de nem talált munkát.
Ezután a Missouri állambeli St. Louisban telepedett le, ahol 1868-ban a német nyelvű Westliche Post című napilapnál állt munkába (miután állítólag előbb csikós, hajófűtő és az 1866-os kolerajárvány idején temetőgondnok is volt). Az újságírói karrierrel szinte egyszerre indult a politikai karrierje.

### Üzleti karrierje
Pulitzer ambícióit nem elégítette ki az addigi sokirányú érdeklődése, így 1872-ben újabb ismeretlen terepre lépett, és üzletember lett. Megvette a Westliche Postot háromezer dollárért. Ezt követte a St. Louis Dispatch megvásárlása 2700 dollárért 1878-ban. Pulitzer összeolvasztotta a két lapot, és a St. Louis Post-Dispatch máig St. Louis napilapja.

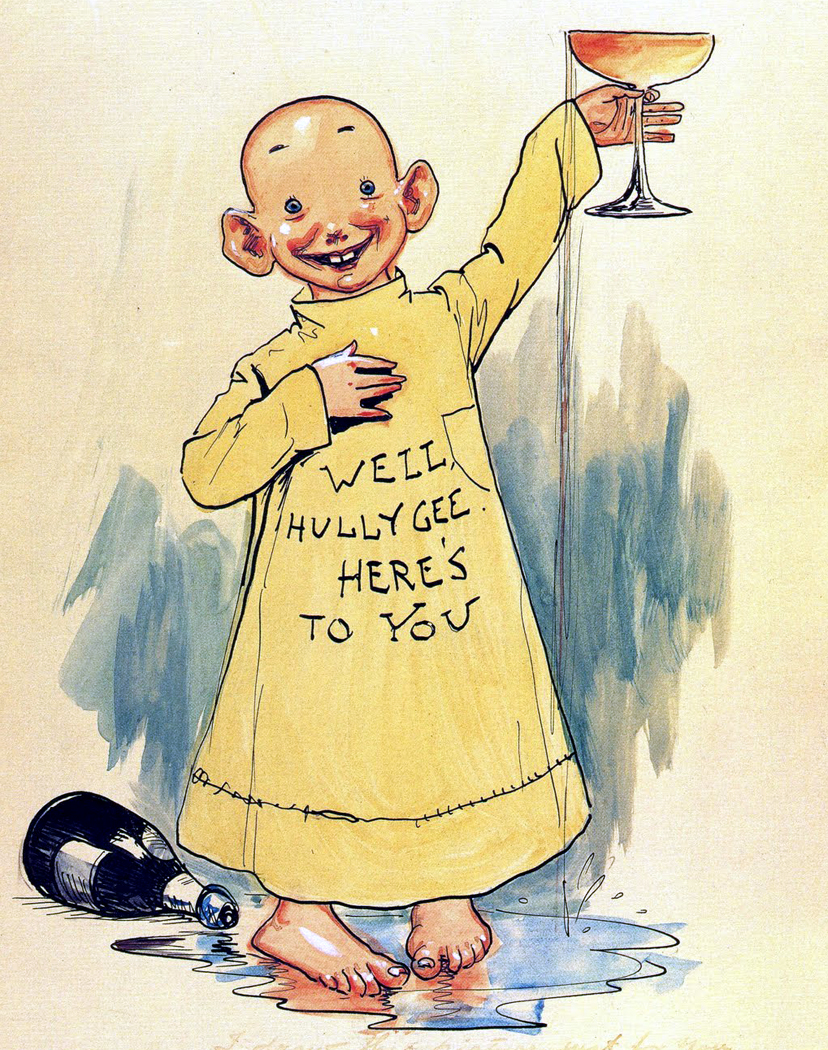
A Sárga kölyök, a sárga újságírás névadója

Ennél az újságnál fejlesztette ki Pulitzer azt a szerepet, amely hozzájárult későbbi sikereihez: a kisemberek bajnoka lett, és a keményen populista megközelítésektől sem idegenkedett.
1883-ra a még mindig csak 36 éves Pulitzer már gazdag ember volt, a kezdetekhez képest már nagyságrendekkel nagyobb üzleti akciókra képes. Ebben az évben vásárolta meg 346 000 dollárért Jay Gouldtól a New York World című újságot, amely addig évi 40 000 dollár veszteséget produkált, Pulitzer keze alatt azonban az amerikai sajtó történetének egyik legjelentősebb lapjává vált. „Egyszemélyes forradalmat” hajtott végre, ahogy az újság szerkesztője, James Wyman Barrett fogalmazott később.
A World példányszáma egy évtized alatt 15 000-ről 600 000-re szökött fel, és az ország legnagyobb újságja lett.

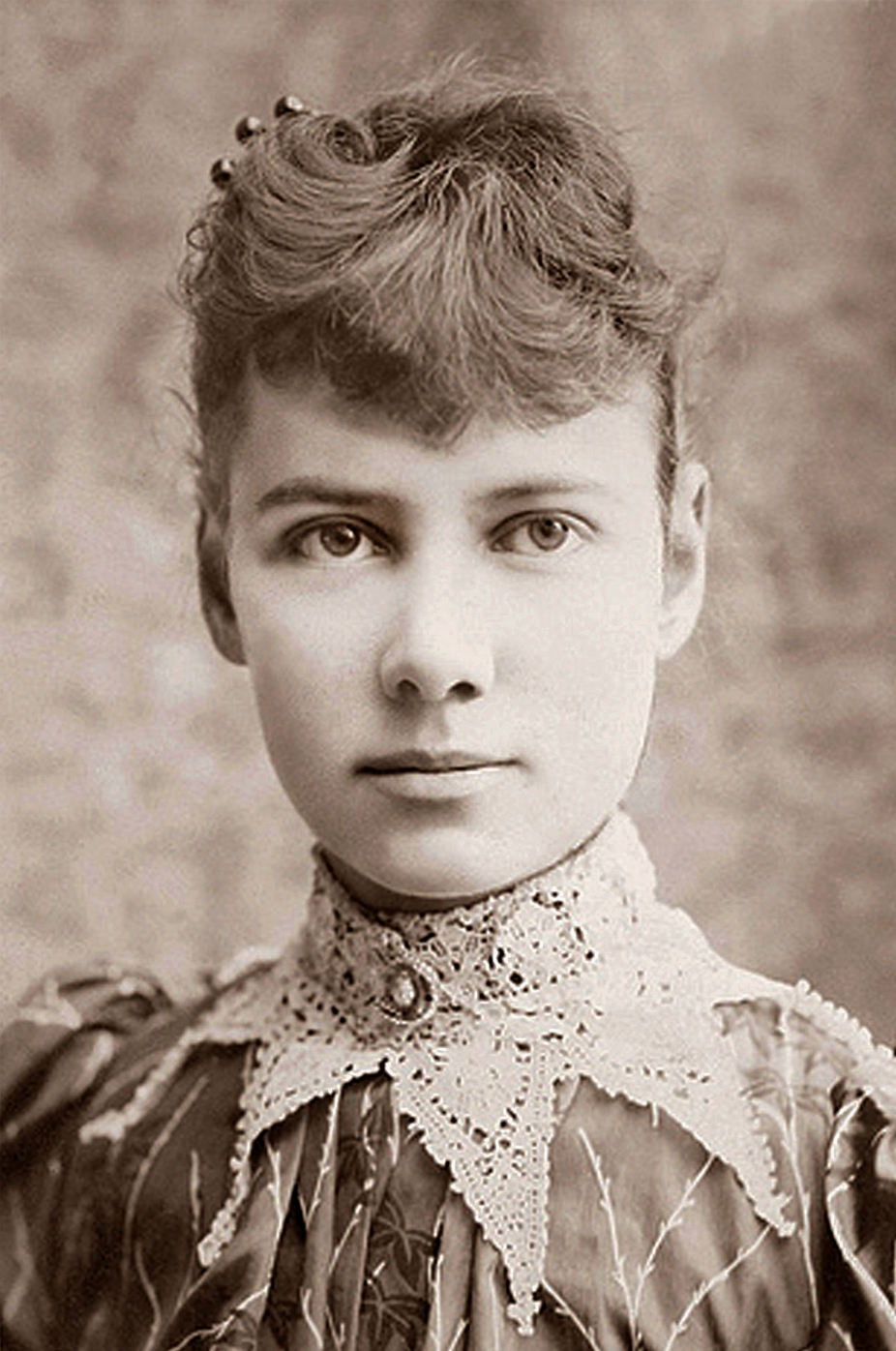
Nellie Bly 1890-ben

### Nellie Bly, a képregények és a szobor
A lap Pulitzer irányítása alatt az emberekre, botrányokra és szenzációkra összpontosító újságírás felé fordult. 1887-ben Pulitzer szerződtette a híres tényfeltáró újságírónőt, Nellie Bly-t, aki óriási sikerű cikksorozatot írt a Worldnek, miután elmeháborodottnak színlelve magát bejutott a Blackwell-szigeti (ma Roosevelt-sziget) női elmegyógyintézetbe, és tanúja lett az ott alkalmazott erőszaknak.
A World másik nagy újítása a tömegnyomtatású, színes képregény volt. A világelsőt, Richard F. Otcault Sárga kölyök című sorozatát 1895-ben közölte az újság. (A Sárga kölyökről kapta a nevét a sárga újságírás.)
A World indította többéves sajtókampánynak óriási szerepe volt abban, hogy 1885-re adakozásból összegyűlt a pénz a New York-i Szabadság-szobor talapzatának a megépítésére. A kampány ugyanakkor lökést adott az újság népszerűségének is, 50 000 új előfizetőt szerezve a lapnak.

### Magánélete
Jefferson Davis unokahúgát, Kate Davist vette feleségül 1877-ben. A házasságukból öt gyermek született.

### Egészségi problémái
Pulitzer egészsége, amely eleve nem volt erős, a rengeteg munka következtében már a World megvásárlásának az idejére jelentősen megromlott.
1890-ben vissza is kellett vonulnia az újság aktív szerkesztésétől, miután a Charles Anderson Dana, a The Sun tulajdonosa által indított személyes támadások hozzájárultak az egészsége további romlásához.
Teljesen megvakult, depresszió gyötörte, és rendkívül érzékennyé vált az erős hangokra, ezért többször kellett külföldre mennie orvosi kezelésre. Az orvosok nem találtak gyógymódot számára, és élete következő két évtizedének jó részét hangszigetelt helyiségekben töltötte. (Ha szállodába kényszerült, állítólag az emberei előre tanulmányozták a környező utcák zajviszonyait, és lefoglalták a lakosztálya feletti, alatti és melletti szobákat is.) Bár többnyire a jachtján, a Libertyn lakott (ahol a halál is érte), vagy a New York-i lakosztályában, aktív kapcsolatot tartott a lappal és az üzlettel, megőrizve az irányítást. „Arannyal fizetett, de zsarnoki erővel tartott fogva mindenkit” – írta róla Pásztor Árpád a Literaturában 1926-ban.

### Halála

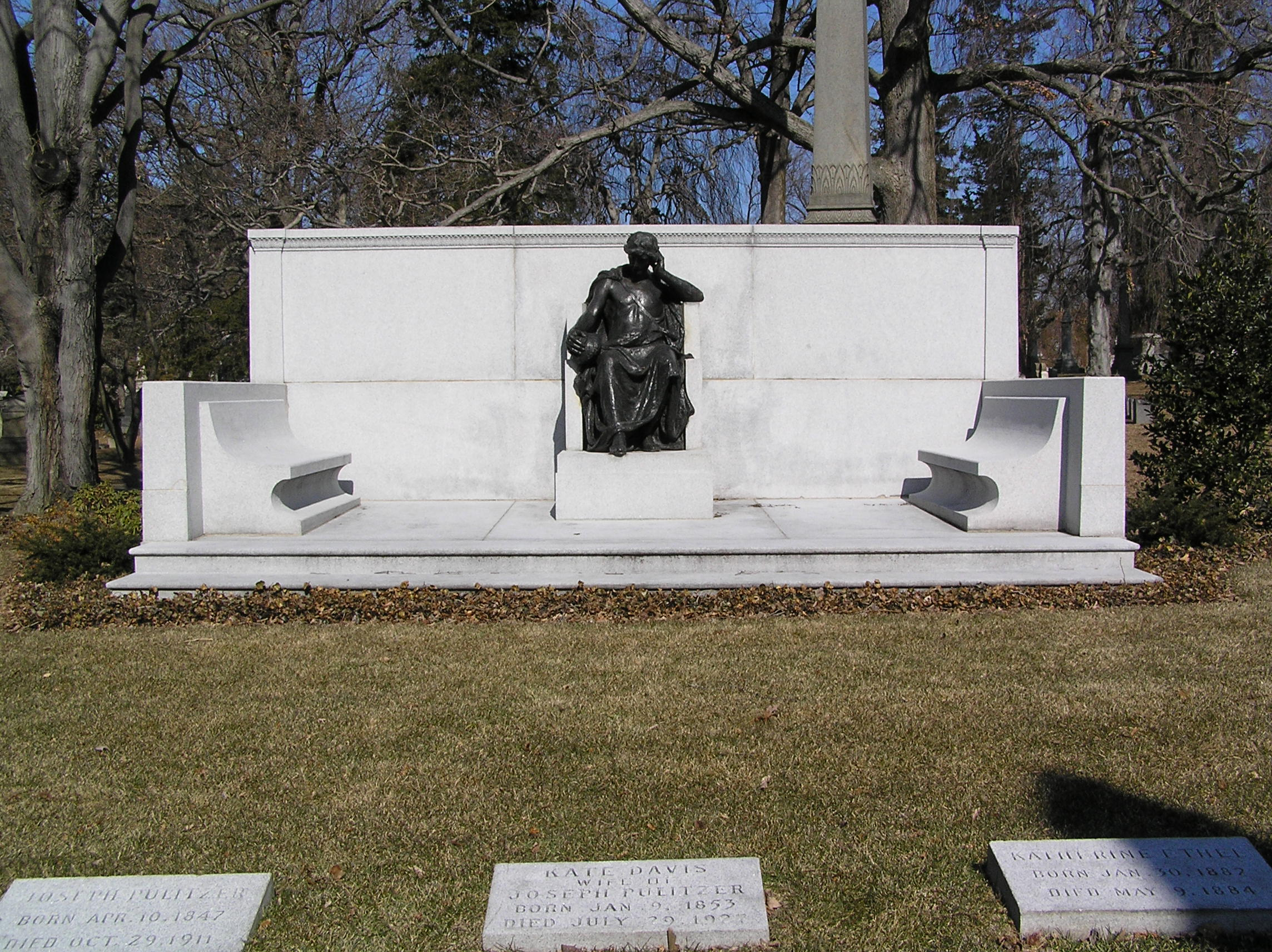
Síremléke (New York, Bronx)

A jachtján halt meg, amely akkor éppen a dél-karolinai Charleston kikötőjében horgonyzott. New Yorkban, Bronxban temették el, a Woodlawn temetőben, ahol többek közt Herman Melville, Nellie Bly és Miles Davis is nyugszik.

## A szerkesztési háborúk
346 000 dollárért vásárolta meg The World című lapot, s azonnal a legnagyobb mértékben szenzációhajhászó lapot csinált belőle, olyan pénzügyi sikerrel, hogy mindössze három év alatt kifizette a lap vételárát és még félmillió dollár hasznot is produkált. 1887-ben megalapította a lap esti kiadását, amelyet főleg arra használt, hogy William Randolph Hearst (New York Journal-American) újságmágnással harcoljon. Pulitzer két lapja elképesztő példája lett az úgynevezett „yellow” újságírásnak, a lapokat számos könyvtárból és klubból kitiltották. A mérleg Pulitzer javára billent, óriási jövedelmet hoztak lapjai, létrehozhatta 2,5 millió dollárból a New York World palotát. Később, amikor már befutott a lap, azaz uralta a New York-i piacot, mértékadó újság vált belőle, majd csak Pulitzer halála után az örökösök kezén kezdett hanyatlani.

## Pulitzer és a politika
1868-tól, ahogy beállt a Westliche Post német nyelvű napilaphoz riporternek, a pályája egyenesen ívelt felfelé. Csatlakozott a Republikánus Párthoz, majd 1869 decemberében Missouri állam törvényhozása alsóházának a tagjává választották, pedig mindössze 22 éves volt, azaz a hatályos törvények szerint még nem volt nagykorú. Hamarosan feltűnést keltett azzal, hogy rálőtt az egyik politikai ellenfelére, Augustine képviselőre. Megúszta a dolgot pénzbírsággal, a 105 dolláros összeget a barátai adták össze. Ezen „férfias” tettével egyszeriben népszerű lett. A házassága révén bekerült a déli arisztokrácia köreibe. Pulitzer, mint fiatal képviselő, javaslatot nyújtott be az állami bíráskodás rendszerének a megváltoztatására, pedig ekkor még nem végezte el a jogi egyetemet. Egy időre Pulitzert bízták meg a Missouri állambeli St. Louis rendőrfőnöki teendőinek az ellátásával. Közben, ahogy anyagi fedezete lett ehhez, sorban felvásárolta St. Louis újságait, amelyeket a St. Louis Post-Dispatch című lapban egyesített. Ezáltal a politikai befolyása is tovább növekedett, 1883-ban mégis elhagyta St. Louis városát, és New Yorkba költözött, mivel a főszerkesztője agyonlőtte St. Louis egyik ismert ügyvédjét. Az eset önvédelemnek lett feltüntetve. Pulitzer New Yorkban sajtómágnásként hamarosan nagy politikai befolyásra tett szert. 1884–1885-ben az Egyesült Államok képviselőházának a tagja, de 1886-ban lemond, és csak az újságírásnak él.

## A Pulitzer-díj

### Az újságíró-iskolák
Pulitzer már 1892-ben felajánlotta az anyagi segítségét Seth Low-nak, a Columbia Egyetem akkori elnökének a világ első újságíróiskolája megalapításához, Low-t azonban eltántorította Pulitzer akkori rossz hírneve. 1902-ben az új elnök, Nicholas Murray Butler már nagyobb fogadókészséget mutatott, de az iskola Pulitzer haláláig nem jött létre. Pulitzer 2 millió dollárt hagyott az egyetemre, így 1912-ben megalapították a Columbia Egyetem Újságíró Főiskoláját (Columbia University Graduate School of Journalism). Máig ez az egyik legnagyobb presztízsű újságíró-iskola a világon, továbbá itt adják ki a Pulitzer-díjat és a DuPont-Columbia-díjat. (De nem ez lett az első újságíróképző: azt a Missouri Egyetem hozta létre, ugyancsak Pulitzer támogatásával.)

### A Pulitzer-díj
Fő szócikk: Pulitzer-díj
A díj a végakaratának megfelelően született. Először 1917-ben adták ki.

## Kapcsolata a magyarsággal
Pulitzer St. Louis városában mind a magyarokkal, főleg a Rombauer családdal, mind a németekkel jó kapcsolatokat ápolt. 1875-ben járt Magyarországon, volt a Császár fürdőben, s Temesváron meglátogatta egy barátját. Pulitzer ekkor már tekintélyes ember volt Amerikában, de Magyarországon nem vették észre – ez feltehetően rosszul esett neki.
Pulitzer kulcsszerepet játszott Munkácsy Mihály 1886-os amerikai látogatásának a megszervezésében. A festő megérkezésekor Pulitzer angol nyelvű újságja az „Éljen Munkácsy Mihály” magyar felirattal köszöntötte őt. Pulitzer az otthonában is vendégül látta Munkácsyt, és a köszöntőjében kiemelte, hogy nemcsak azért üdvözli, mert nagy művész, hanem azért is, mert két nagy országot reprezentál – azt az országot, amelyben él: Franciaországot, és azt az országot, amelyben született: Magyarországot. Maga Pulitzer is mindig büszkén vállalta a szülőhazáját, Magyarországot. Pulitzer felkérte Munkácsyt, hogy fesse meg a felesége, Kate Davis képét. A festmény 1891-ben Párizsban, fénykép alapján el is készült.
Pulitzer a New York-i magyarság mozgalmait is figyelemmel kísérte. Ha egy rendezvényre meghívták, mindig megérkezett a csekk, némi felülfizetéssel.

## Emlékezete

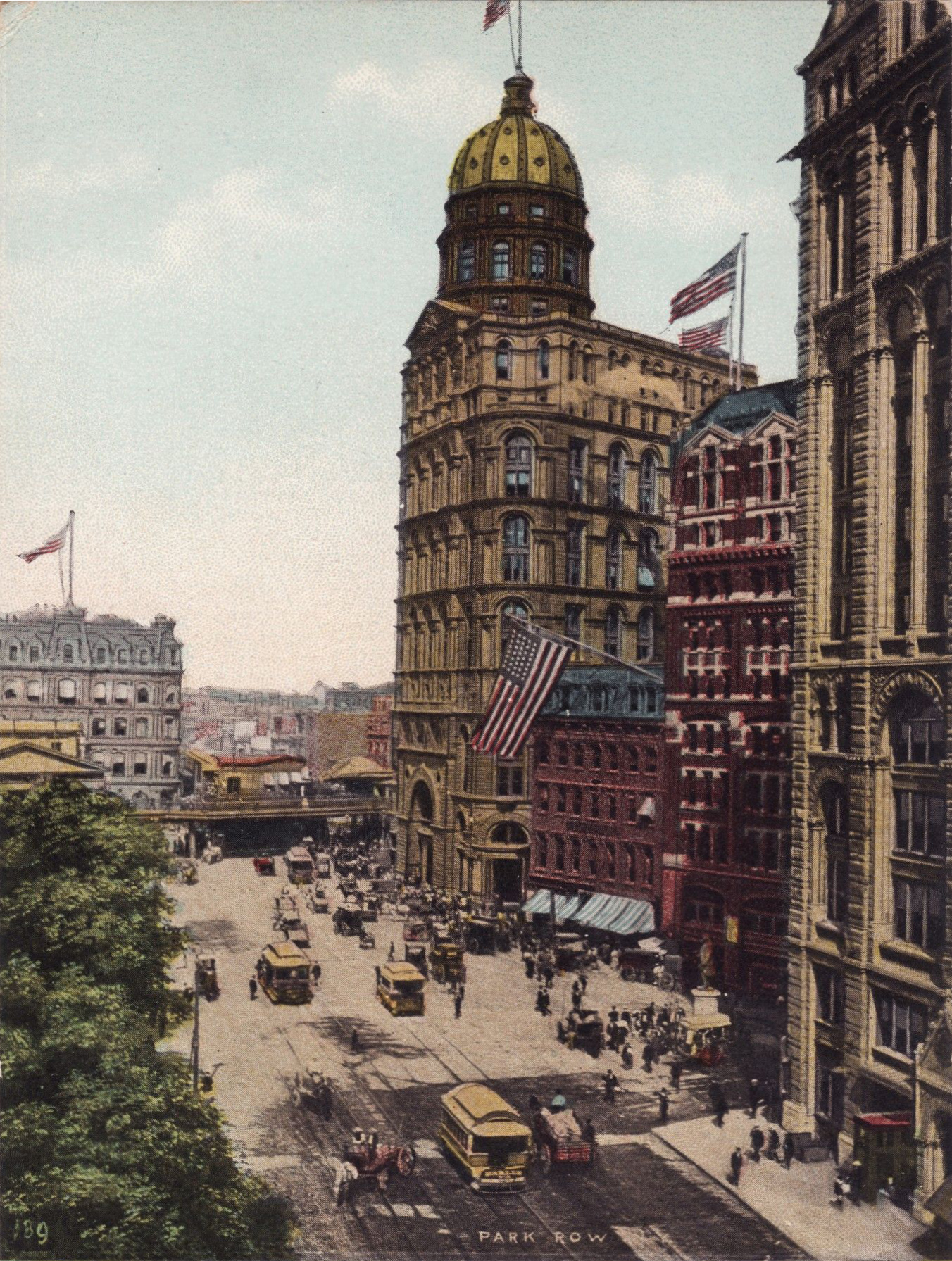
A New York World épület

- Makó főterén áll Pulitzer Kiss János alkotta mellszobra. A makói városháza mellett emléktáblája is van.
- 1988-ban Fábry Pál New Orleans-ban élő magyar üzletember Joseph Pulitzer-emlékdíjat alapított magyar újságírók számára. (Ennek nincs köze az amerikai díjhoz.)

## Érdekességek
- Sakktudása, illetve az annak révén szerzett barátok az anekdoták szerint többször is jelentős alakítói lettek az életének: az amerikai hadseregben a sakkbarát Ramsay kapitány mentette meg a haditörvényszéktől, miután megütött egy tiszthelyettest, és a Westliche Post szerkesztője, Carl Schurz is sakkozás közben kedvelte meg, majd adott neki (kezdetben titkári) állást.
- Pulitzer a lapjai fényűző székházát a New York-i French Hotel helyén építtette fel, a Frankfort Street és a Park Row találkozásánál, ahonnan leszerelt katonaként elzavarták (egyes források szerint mert ott lakott a szállodában, és nem tudott fizetni, más források szerint mert egyszerűen csak a bejárat előtt ácsorgott, munkát keresve).

## További információ
- Amerika koronázatlan királyai. Carnegie, Rockefeller, Morgan, Astor, Hearst, Vanderbilt, Pulitzer, Barnum; Budapesti Hírlap Ny., Bp., 1912 (A világ urai)
- Csillag András: Pulitzer József makói származásáról; Városi Tanács–József Attila Múzeum, Makó, 1985 (A makói múzeum füzetei)
- Csillag András: Joseph Pulitzer és az amerikai sajtó; Osiris, Bp., 2000
- Halmágyi Pál: A Pulitzer kultusz 100 éve Makón, 1911–2011; Makói Múzeumért Közhasznú Alapítvány, Makó, 2011 (A makói múzeum füzetei)
- Csillag András–Halmágyi Pál: Pulitzer József emlékezete; ford. Szarvas Júli; Makói Múzeumért és Kultúráért Alapítvány, Makó, 2015 (Arad, Csanád, Torontál vármegyei füzetek)
- Wisinger István: Pulitzer. Egy magyar származású amerikai sajtómágnás kalandos élete; Athenaeum, Bp., 2020

### Angol nyelvű hivatkozások
- Paper on Pulitzer's life and journalism
- A well-written detailed biography
- St. Louis Walk of Fame
- Pulitzer József születésének évfordulójára [halott link]